# Käthe Wulff-Maslo
Käthe Wulff-Maslo, född 12 mars 1915 i Tallinn, död 14 juni 1993 i Tyresö, var en estländsk-svensk målare, skulptör, keramiker och textilkonstnär.
Hon var dotter till affärsmannen Roman Alexander Randman och Elsa Viktoria Kanger och gift första gången med Hellmuth Wulff och andra gången med Jan Maslo. Hon studerade först vid ett tyskt handelsgymnasium i Tallinn och några år statskunskap i Prag innan hon bestämde sig för att bli konstnär. Hon studerade konst vid konstfackskolan i Brno i Tjeckoslovakien 1943–1945 och praktiserade vid en keramisk verkstad i Wien 1945. Efter andra världskrigets slut flyttade hon till Sverige, där hon fram till 1957 huvudsakligen var verksam som keramiker. Hon var därefter verksam som bild-, textilkonstnär och skulptör. Hon medverkade i ett flertal konsthantverksutställningar i Skåne, Florens, Hantverkshuset i Stockholm och på Liljevalchs konsthall samt var representerad i Kärrtorpsgruppens utställningar i Stockholm. Bland hennes offentliga arbeten märks väggdekorationen Morgon i Vällingby. 